# Carbounion Bohemia
CARBOUNION BOHEMIA, spol. s r. o.  je česká energetická společnost patřící do skupiny Carbounion. Obchoduje s elektřinou, plynem a hnědým i černým uhlím. Jejím vlastníkem je podnikatel Petr Paukner. Zpočátku společnost obchodovala s pevnými palivy (uhlí) a zabývala se poradenstvím v energetice. Postupně portfolio svých služeb rozšířila o dodávky elektřiny a zemního plynu. Sídlo společnosti se nachází v Praze, skupina Carbounion ale obchodně působí v rámci celé střední Evropy.

## Historie
Společnost Carbounion Bohemia založil roku 1998 Ing. Petr Paukner, Ph.D. Základní aktivitou firmy byl v začátku dovoz a vývoz hnědého uhlí, po roce 2000 rozšířila své aktivity také na trh s elektřinou. Společnost dodává uhlí pro řadu českých tepláren.[zdroj?] V roce 2001 byla vytvořena společnost Coal Energy, a.s., jejímiž akcionáři se kromě Carbounion Bohemia staly také společnosti ČEZ, a.s., Severočeské doly a.s., Sokolovská uhelná, a.s. a Mostecká uhelná společnost, a.s.
V roce 2013 dosáhla společnost Carbounion Bohemia do té doby nejvyšší zisk před zdaněním okolo 550 milionů Kč při obratu přesahujícím 10 miliard Kč. Zakladatel společnosti Petr Paukner se v témže roce stal většinovým majitelem fotbalového klubu FK Dukla Praha. V roce 2016 byl konsolidovaný obrat společnosti 9,5 miliardy korun.

## Obchod a součásti skupiny
Společnost Carbounion se zabývá obchodem s energiemi v Česku, na Slovensku a také v Německu, Rakousku, Maďarsku, Slovinsku, Chorvatsku nebo Polsku.
Kromě Carbounion Bohemia,spol. s r. o. patří do skupiny Carbounion tyto subjekty:
- Carbounion Slovakia, s. r. o.
- Carbounion Austria GmbH
- Carbounion Komodity, s. r. o. v likvidaci
- Emeran 1860, s. r. o.
- Humatex, a. s.
- Carbosped, s. r. o.
- Union Grid, s. r. o.[6]

Skupina svými aktivy pokrývá svými aktivitami celý palivo-energetický řetězec, počínaje obchodem s černým uhlím a hnědým uhlím a jeho zpracováním až po dodávky elektrické energie. K jejím největším obchodním partnerům patří společnosti E.ON Energie, ČEZ, a.s., Pražská energetika, a.s., Slovenské elektrárne, a.s., Severočeské doly a.s. nebo Sokolovská uhelná.

## Sponzorování
Společnost Carbounion sponzoruje zdravotnický nadační fond IBD – Comfort a Společnost pro gastrointestinální onkologii ČLS JEP. Je také generálním partnerem fotbalového klubu FK DUKLA Praha.